# Yeshe Tsogyal
Yeshe Tsogyal, död 817, var en tibetansk buddhistisk yogini och kejsarinna, gift med kejsar Trisong Detsen (regerade 755–797).
Hon betraktas som en centralfigur för Nyingma-skolan inom tibetansk buddhism och har kallats för den tibetanska buddhismens moder. Hon var Padmasambhavas lärjunge. 